# Ribeira do Purgar
A Ribeira do Purgar é um curso de água português localizado no concelho da Povoação, ilha de São Miguel, arquipélago dos Açores.
Este curso de água tem um grande número de afluentes, na sua maioria com início a grande altitude, alguns fazem a drenagem do Pico da Vara e tem início cerca de 1100 metros, outros a cerca de 900 metros nos contrafortes do Planalto dos Graminhais.
A sua bacia hidrográfica drena assim parte do Pico da Vara abrangendo a Reserva Florestal Natural Parcial do Pico da Vara, parte do Planalto dos Graminhais, incluindo a Reserva Florestal Natural Parcial do Planalto dos Graminhais, além de parte da encostas do Pico Verde.
O curso de água desta ribeira que deságua no Oceano Atlântico fá-lo depois de atravessar por entre as localidades da Lomba do Pomar e da Lomba da Loução, e a vila da Povoação.